# 靭負神社
靭負神社（ゆきえじんじゃ）は、岡山県瀬戸内市にある神社。国道2号付近に建立されている。江戸時代後期に大沢惟貞が記した『吉備温故秘録』によると崇神天皇社は眼病を患った人々が回復を祈願し、快方に向かったと伝えられる。元々は観応2年に足利尊氏が足利直冬討伐のために兵を率いていた際に、当社に祈ったことで治ったことから盛んになったとする説や、地元長船の刀鍛冶たちの信仰が広まったとする説、尊氏が新田義貞に敗れて九州に落ち延びようとする途中に寄り、再起を願ったなどの伝説が伝わる。最後の話に関しては、祈願の成就の礼として尊氏が九州から持ち帰った松の子孫が日向松と呼ばれている。

## 来歴
創建時期は不明とされているが、平安時代の800年頃には存在したとみられると、山陽新聞では記されている。元々は長船の大森にあったものが寛文9年（1669年）2月に崇神天皇社に移設された。礎石に記載があることから明治31年5月に本殿が再建されたと考えられている。明治44年（1911年）12月に、神饌幣帛料供進社に指定された。

## 境内
中央に崇神天皇社、東側に靭負神社が位置している。本殿は三尺四方、流造で本瓦葺となっている。拝殿は江戸時代後期に再建されたといわれる、約15平方メートルの木造平屋の母屋造りとなっている。壁に貼りつけられた「め」と記された紙は「目」を意味し、眼病を患った人やその家族が書いた紙を貼る風習があると宮司は述べている。
2019年11月14日、岡山県瀬戸内市にて行われた日本刀の山鳥毛の購入に向けた寄付を募るプロジェクトを支援した備前焼作家が、備前焼で山鳥毛の複製を作成した。この備前焼は靭負神社に奉納された。

## 文献上の記録
当社に関する記録は、岡山市西大寺に所蔵される『備前国内神名帳』の「備前國神名帳 國内祝給鎭守諸大明神 百廿五社」では「6104 従五位上 靱屓明神」として記載されている。小神富春書入本では「和名抄、當郡靱負（ユゲヒ）アリ」と冒頭に注釈が入り、長船村と脚注が入っている。岡山県立図書館に所蔵される『備前国内神名帳』の「備前國神名帳 備前國百廿八社神位附神名帳 和氣郡九社」では「6223 正五位下 靱負明神」、「備前國神名帳 合神社一百廿八所」では「6351 靱負神社」と記載が見られる。このうち後者では総社本では「靱負郷長船村座」と脚注が見られる。それ以外にも「備前國神名帳 備前國百廿八社神位附神名帳」では邑久郡十八社、『國内神名位階記』では「國内祝給鎭守諸大明神百廿八社」では「邑久郡座十六社」に挙げられている。
一方で当社は江戸時代の文献には登場しないことから、崇神天皇社の末社だったものが明治維新の復古ブームの中で独立したという考えが『長船町史 民俗編』に記されている。

## 祭日
- 十月第三土曜日、日曜日

元々は10月20日、21日となっていて、祭りの当屋を長船南・北・西町の三組と天王・舟山の5組の交代で務める。
- 夏祭り - 7月20日、21日[19]
- 茅の輪神事 - 6月30日[19]

## 周辺
- 備前長船刀剣の里 - 徒歩5分[2]。